# 分散開発
分散開発（ぶんさんかいはつ）とは各々に分散したサブシステムを1つずつ、又は一部並行して、段階的に構築する開発体系。主にソフトウェアの開発における仕組みを指す。

## 利点
- 複雑・大規模なシステムの開発が容易。
  - 仕様が全て明確でなくても、部分毎に積上げ、徐々に開発可能。
- 拡張性・柔軟性
  - 稼働中でも拡張・変更が容易。
- 高効率・安価
  - 並行開発が容易。
  - 複雑・大規模システムのソフトウェアの開発コストが低下。